# Liste der Bodendenkmäler in Baierbrunn
Auf dieser Seite sind die Bodendenkmäler in der oberbayerischen Gemeinde Baierbrunn zusammengestellt. Diese Tabelle ist eine Teilliste der Liste der Bodendenkmäler in Bayern. Grundlage ist die Bayerische Denkmalliste, die auf Basis des Bayerischen Denkmalschutzgesetzes vom 1. Oktober 1973 erstmals erstellt wurde und seither durch das Bayerische Landesamt für Denkmalpflege geführt wird. Die folgenden Angaben ersetzen nicht die rechtsverbindliche Auskunft der Denkmalschutzbehörde.

## Bodendenkmäler der Gemeinde

### Bodendenkmäler im Ortsteil Baierbrunn
| Lage                                                 | Objekt | Akten-Nr.     | Bild           |
| ---------------------------------------------------- | --- | ------------- | -------------- |
| Baierbrunn Konradshöhe (Standort)                    | Burgstall Baierbrunn Burgstall des hohen und späten Mittelalters (Burg Baierbrunn).                                                                                         | D-1-7934-0082 |                |
| Baierbrunn Wolfratshauser Straße 52 (Standort)       | Untertägige mittelalterliche und frühneuzeitliche Befunde im Bereich der Katholischen Nebenkirche St. Peter und Paul in Baierbrunn und ihrer Vorgängerbauten (Alte Kirche). | D-1-7934-0284 | weitere Bilder |
| Baierbrunn (Standort)                                | Körpergräber vorgeschichtlicher Zeitstellung und des frühen Mittelalters.                                                                                                   | D-1-7934-0289 |                |
| Baierbrunn (Standort)                                | Siedlung vor- und frühgeschichtlicher Zeitstellung. | D-1-7934-0305 |                |
| Baierbrunn ca. 600 m ssö der Alten Kirche (Standort) | Burgstall des hohen Mittelalters. | D-1-7934-0350 |                |
| Baierbrunn (Standort)                                | Straße der römischen Kaiserzeit mit begleitenden Materialentnahmegruben (Teilstück der Via-Julia-Trasse Augsburg-Salzburg).                                                 | D-1-7935-0006 |                |
| Baierbrunn (Standort)                                | Birg Abschnittsbefestigung ottonischer Zeitstellung (Birg) sowie Siedlung der Bronzezeit und der Latènezeit.                                                                | D-1-8034-0088 | weitere Bilder |
| Baierbrunn (Standort)                                | Verebneter Grabhügel vorgeschichtlicher Zeitstellung. | D-1-8034-0089 |                |
| Baierbrunn (Standort)                                | Grabhügel vorgeschichtlicher Zeitstellung. | D-1-8034-0227 |                |

## Grenzüberschreitende Baudenkmäler
| Lage                          | Objekt | Akten-Nr.     | Bild |
| ----------------------------- | --- | ------------- | ---- |
| Forstenrieder Park (Standort) | Straße der römischen Kaiserzeit mit begleitenden Materialentnahmegruben (Teilstück der Trasse Augsburg-Salzburg). | D-1-7934-0096 |      |
| Schäftlarn (Standort)         | Siedlung der Bronzezeit, der Urnenfelderzeit, der Hallstattzeit, der Latènezeit und des frühen Mittelalters.      | D-1-8034-0105 |      |